# Skylab 3
Skylab 3 eller SL-3 var den anden flyvning til den amerikanske rumstation Skylab. Ved opsendelsen blev der anvendt en Saturn IB-raket.
Under flyvningen begyndte to af de fire styreraketter på Apollos servicemodul at lække brændstof og måtte afbrydes. Dette efterlod fartøjet med kun to fungerende styreraketter, hvilket var minimum for at flyvningen måtte fortsætte. På Kennedy Rumcentret begyndte man at forberede en redningsmission i tilfælde af at situationen blev forværret yderligere. På et tidspunkt kørte man endda raketten ud til affyringsrampen LC 39-B. Men redningsflyvningen blev aldrig nødvendig.
Oversat fra svensk Wikipedia.